# N-vezana glikozilacija
N-vezana glikozilacija je vezivanja molekula oligosaharida poznatog kao glikan za atom amidnog azota asparaginskog (Asn) ostatka proteina, u procesu koji se naziva N-glikozilacija. Ovaj tip veze je važan za strukturu i funkciju nekih eukariotskih proteina. Proces N-vezane glikozilacije se javlja kod eukariota i široko je zastuplen kod arheja, a veoma se retko javlja kod  bakterija. Priroda N-vezanih glikana na glikoproteinu je određena proteinom i ćelijom u kojoj je izražen. Postoje varijacije među vrstama. Različite vrste sintetišu različite tipove N-vezanih glikana.

## Energetika formiranja veze
Postoje dva tipa veza koje učestvuju u formiranju glikoproteina: veze između saharidnih ostataka u glikanu i veze između glikanskog lanca i molekula proteina.
Šećerni monomeri su međusobno povezani u glikanskom lancu glikozidnim vezama. Te veze se tipično formiraju između ugljenika 1 i 4 šećernih molekula. Formiranje glikozidnih veza je energetski nepovoljno, iz kog razloga je ta reakcija spregnuta sa hidrolizom dva ATP molekula.
S druge strane, vezivanje glikanskog ostatka na protein zahteva prepoznavanje koncenzusne sekvence. N-vezani glikani su skoro uvek vezani za atom azota asparaginskog (Asn) bočnog lanca koji je prisutan kao deo Asn&ndash;X&ndash;Ser/Thr konsenzusne sekvence, gde je X bilo koja aminokiselina izuzev prolina (Pro).
U životinjskim ćelijama, glikan vezan za asparagin je skoro uvek N-acetilglukozamin (GlcNAc) u β-konfiguraciji. Ovo β-vezivanje je slično glikozidnoj vezi između šećernih monomera u glikanskim strukturama opisanim gore. Umesto da je vezan za šećernu hidroksilnu grupu, atom anomernog ugljenika je vezan za amidni azot. Energija potrebna za ovo vezivanje potiče iz hidrolize pirofosfatnog molekula.

## Biosinteza
Biosinteza N-vezanih glikana se odvija u 3 glavna stupnja:
1. Sinteza dolihol-vezanog prekurzornog oligosaharida
2. Transfer celokupnog prekurzornog oligosaharida na protein
3. Obrada oligosaharida

Sinteza, transfer i inicijalno potkresivanje prekurzornog oligosaharida se odvijaju endoplazmičnom retikulumu (ER). Naknadna obrada i modifikacije oligosaharidnog lanca se obavljaju u Golđijevom aparatu.
Sinteza glikoproteina je prostorno razdvojena različitim ćelijskim kompartmanima. Tip sintetisanog N-glikana zavisi od njegove dostupnosti za različite enzime prisutne unutar tih ćelijskih kompartmana.
Uprkos njihove raznovrsnosti svi N-glikani se sintetišu koristeći zajednički biohemijski put i zajedničku sržnu glikansku strukturu. Sržna glikanska struktura se esencijalno sastoji od dva N-acetil glukosaminska i tri manozna ostatka. Taj sržni glikan se zatim produžava i dalje modifikuje, rezultat čega je raznovrsni opseg N-glkanskih struktura.

## Spoljašnje veze
- GlycoEP : In silico Platform for Prediction of N-, O- and C-Glycosites in Eukaryotic Protein Sequences
- Maverakis E, Kim K, Shimoda M, Gershwin ME, Patel F, Wilken R, Raychaudhuri S, Ruhaak LR, Lebrilla CB (februar 2015). „Glycans in the immune system and The Altered Glycan Theory of Autoimmunity: a critical review”. Journal of Autoimmunity. 57: 1—13. PMC 4340844 . PMID 25578468. doi:10.1016/j.jaut.2014.12.002.